# NGC 3697
NGC 3697 é uma galáxia espiral barrada (SBb) localizada na direcção da constelação do Leão. Possui uma declinação de +20° 47' 42" e uma ascensão recta de 11 horas, 28 minutos e 50,4 segundos.
A galáxia NGC 3697 foi descoberta em 24 de Fevereiro de 1827 por John Herschel.